# I Made
I Made es el segundo EP del grupo femenino surcoreano (G)I-dle. El disco fue lanzado digitalmente el 26 de febrero de 2019 por Cube Entertainment, y físicamente al día siguiente. El álbum contiene cinco pistas, incluyendo el sencillo principal, «Señorita», que fue compuesto por la líder de la banda, Soyeon, y el productor Big Sancho.

## Antecedentes y lanzamiento
El 10 de febrero de 2019, Cube Entertainment anunció a través de sus redes sociales que el grupo lanzaría su segundo miniálbum, I Made, el 26 de febrero de 2019.
El 11 de febrero, lanzaron el calendario de promoción del álbum. El 13 de febrero, se reveló la lista de canciones. El álbum contiene cinco canciones con la canción principal, «Señorita». Además, Minnie, miembro del grupo, participó en la composición de una de las canciones por primera vez.
El 20 de febrero, se lanzó un fragmento de audio, seguido de video teasers.
El EP fue lanzado el 26 de febrero a través de varios portales de música en Corea del Sur, mientras que el álbum físico fue lanzado al día siguiente.

## Promoción
(G)I-dle realizó una presentación en vivo en el Blue Square Samsung Card Hall en Hannam-dong, Seúl, antes del lanzamiento del EP, donde interpretaron el sencillo principal, «Señorita», además del tema «Blow Your Mind». Ese mismo día, tuvieron una transmisión en vivo en Naver V Live para celebrar su regreso con los fanáticos.
El grupo comenzó a promocionar oficialmente el tema «Señorita» el 27 de febrero en el programa Show Champion del canal MBC Music.
El 17 de octubre, en el episodio 8 del reality show musical Queendom en el que la banda compitió junto a otras agrupaciones, realizaron una presentación especial de la canción «Put It Straight», en una versión denominada Nightmare Version. La presentación recibió muchos elogios por la atmósfera y la calidad conseguida, además de alcanzar un millón de visitas después de 14 horas de haber sido lanzado el video a través de las redes sociales. El 18 de octubre, la canción fue lanzada por Stone Music Entertainment y distribuida por Genie Music. También lanzaron un video coreografiado de «Put It Straight (Nightmare version)» como un regalo para sus fanáticos.

## Vídeo musical
Antes del último episodio del docu-reality de la banda titulado To Neverland, (G)I-dle lanzó un video musical autodirigido para la canción compuesta por Minnie, «Blow Your Mind», el 19 de febrero. El video musical fue lanzado a través del canal M2.
El 26 de febrero, su sencillo principal, «Señorita», fue lanzado junto con su vídeo musical, el cual superó las cinco millones de visitas dentro de las 21 horas posteriores a su lanzamiento.

## Lista de canciones
| I Made |                                 |                          |                                |                        |          |  |
| N.º    | Título                          | Letras                   | Música                         | Arreglo                | Duración |  |
| 1.     | «Señorita»                      | Soyeon                   | Soyeon, Big Sancho             | Soyeon, Big Sancho     | 3:17     |  |
| 2.     | «What's Your Name»              | Soyeon                   | Soyeon, Min Lee "collapsedone" | Min Lee "collapsedone" | 3:09     |  |
| 3.     | «Put It Straight (싫다고 말해)» | Soyeon                   | Soyeon                         | Soyeon, HouDini        | 3:56     |  |
| 4.     | «Give Me Your (주세요)»         | Soyeon                   | Soyeon, HouDini                | Soyeon, HouDini        | 3:40     |  |
| 5.     | «Blow Your Mind»                | Minnie, FlowBlow, Soyeon | Minnie, FlowBlow               | FlowBlow, Minnie       | 2:49     |  |
| 16:51  |                                 |                          |                                |                        |          |  |

## Posicionamiento en listas
| Lista (2019)                                   | Mejor posición |
| ---------------------------------------------- | -------------- |
| Corea del Sur (Gaon)                           | 2              |
| Estados Unidos (Five Music World Albums Chart) | 5              |
| Taiwán (Billboard Taiwanese Albums)            | 1              |

| Lista (2019)         | Mejor posición |
| -------------------- | -------------- |
| Corea del Sur (Gaon) | 10             |

| Lista (2019)         | Mejor posición |
| -------------------- | -------------- |
| Corea del Sur (Gaon) | 62             |

## Ventas
| Región        | Ventas |
| ------------- | ------ |
| Corea del Sur | 34,104 |

## Historial de lanzamiento
| País          | Fecha                 | Formato          | Discográfica               |
| ------------- | --------------------- | ---------------- | -------------------------- |
| Mundo         | 26 de febrero de 2019 | Descarga digital | Cube Entertainment Kakao M |
| Corea del Sur | 26 de febrero de 2019 | Descarga digital | Cube Entertainment Kakao M |
| CD            | 26 de febrero de 2019 |                  | Cube Entertainment Kakao M |